# Mitsubishi Pajero Sport
O Mitsubishi Pajero Sport é um utilitário esportivo construído pela Mitsubishi Motors. É conhecido como Montero Sport na América do Norte e países de fala hispânica, Nativa na América Central, Shogun Sport no Reino Unido e na América do Sul, e Pajero Sport em muitos outros mercados de exportação. 
O Pajero Sport começou a sua produção em 1996 e estava disponível para a maioria dos mercados de exportação em 1997. Ele não está mais disponível em qualquer um dos seus dois maiores mercados, a ser interrompido no Japão, em 2003, na América do Norte em 2004, onde foi substituída pelo Endeavor, mas permanece disponível na Europa, Austrália, México, América do Sul, e China.
Ele partilha o V6 gasolina e motores diesel com o Mitsubishi Pajero, bem como o seu sistema 4WD, mas ao contrário do seu irmão, não está disponível com um chassis curto.

## Galeria
- Primeira geração (1996-2008)
- Segunda geração (2008-2016)
- Terceira geração (2015-presente)

## Outros
Dados fornecidos pelo Clube Mitsubishi de Portugal